# Marché des Blancs-Manteaux
Marché des Blancs-Manteaux je bývalá tržnice v Paříži. Nachází se ve 4. obvodu mezi ulicemi Rue Vieille-du-Temple, Rue des Hospitalières-Saint-Gervais a Rue du Marché-des-Blancs-Manteaux. Od roku 1992 je využívána jako kulturní centrum Espace des Blancs-Manteaux radnice 4. obvodu.

## Historie
Na místě tržnice stál původně plác, který si nechal v 16. století postavit finančník François d'O (1535–1594), oblíbenec Jindřicha III. V roce 1656 palác koupila náboženská společnost Saint-Anastase a vytvořila z něj chudobinec a špitál Saint-Gervais. V roce 1795 byla instituce zrušena.
V roce 1811 vláda rozhodla vybudovat v Paříži pět nových tržnic, což potvrdil císař Napoleon dekretem z 21. března 1813. Základní kámen byl položen 15. srpna téhož roku a stavba byla dokončena v roce 1819.
Pro snadný provoz kolem tržnice vznikly nové ulice: Rue des Hospitalières-Saint-Gervais, která spojovala Rue des Rosiers a Rue des Francs-Bourgeois a Rue du Marché-des-Blancs-Manteaux, která vedla podél tržnice.
Z hygienických důvodů bylo řeznictví umístěno v samostatné hale, kterou oddělovala Rue des Hospitalières-Saint-Gervais. Tato hala byla otevřena 5. června 1823. Na její fasádě byla umístěna fontána.